# Monte da Tumba
Monte da Tumba ist eine kupferzeitliche befestigte Siedlung, die am Ortsausgang von Torrão in Portugal liegt. Nach 14C-Daten hat die Besiedlung des Monte da Tumba gegen Ende des 4. sicher aber zu Beginn des 3. Jahrtausend v. Chr. begonnen. 1982 fielen beim Bau eines Gebäudes Mauern einer Anlage auf, die zwischen 1982 und 1986 Anlass archäologischer Ausgrabungen war. Es wurde eine Fläche von etwa 750 m² freigelegt; die Fundstreuung nimmt eine Fläche von insgesamt 2500 m² ein.
Es handelt sich um eine Anlage mit Türmen und Bastionen, die drei unregelmäßige, mehr oder weniger konzentrische Mauerringe bilden. Die Mauern sind in Zweischalentechnik im Stein-Erde Verband gebaut. Durch die an einigen Stellen noch bis 2,5 m tiefe Schichtenfolge konnten drei Hauptphasen mit Subphasen der Besiedlung unterschieden werden. Die genauere Gliederung, war durch die Überschneidung von Mauern sowie An- und Umbauten möglich.

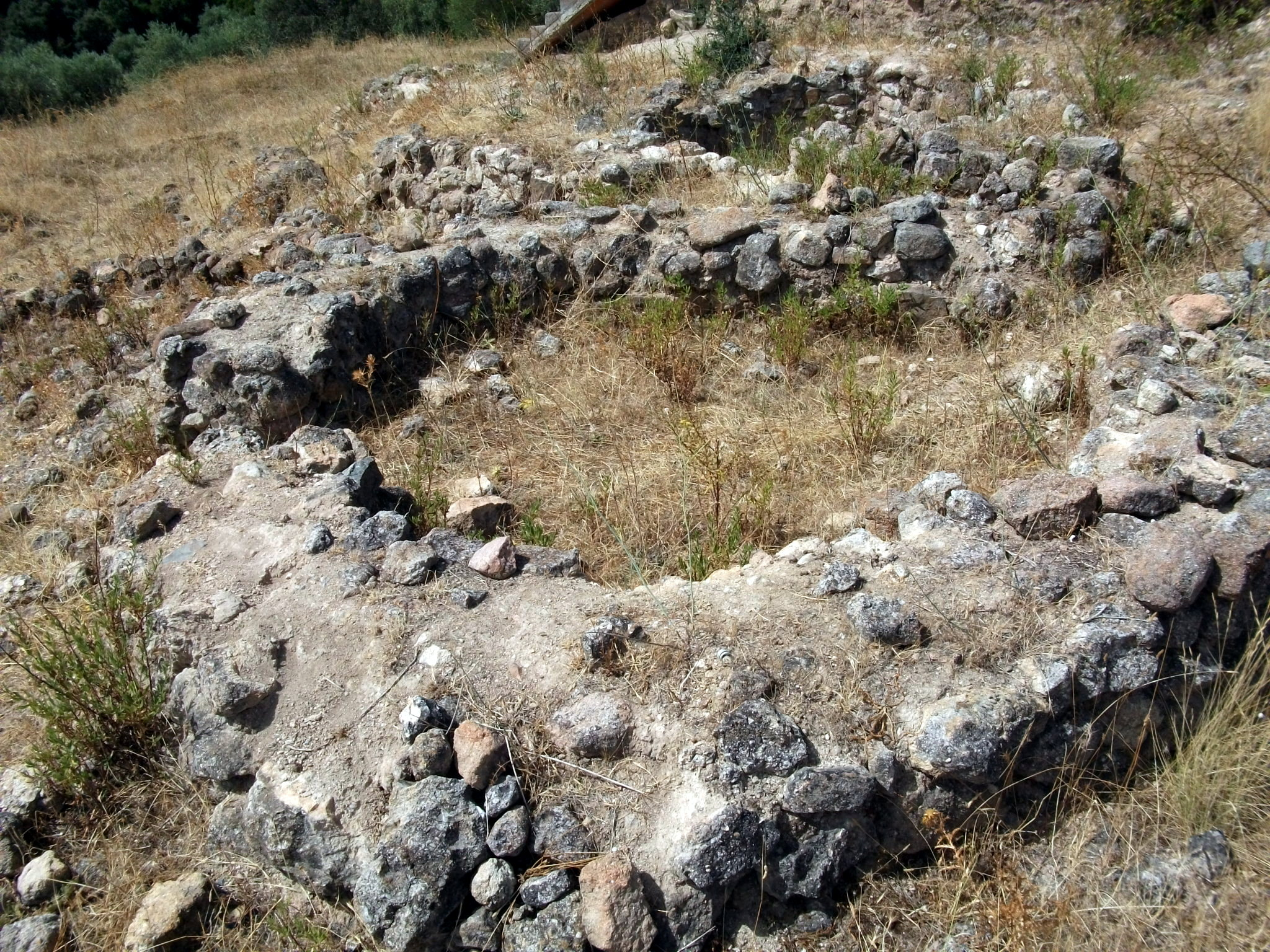
Monte da Tumba

## Siedlungsphasen

### Phase Ia
Die erste Besiedlung belegen einige heute nicht mehr sichtbare Vorratsgruben und spärliche Reste einer Befestigungsmauer. Die Umwelt bestand wahrscheinlich aus einem mehr oder weniger dichten Wald aus vor allem Steineichen (Carvalho) und Pinien in dem Auerochsen, Hirsche, Wildpferde und Wildschweine lebten, deren Knochen gefunden wurden.

Monte da Tumba
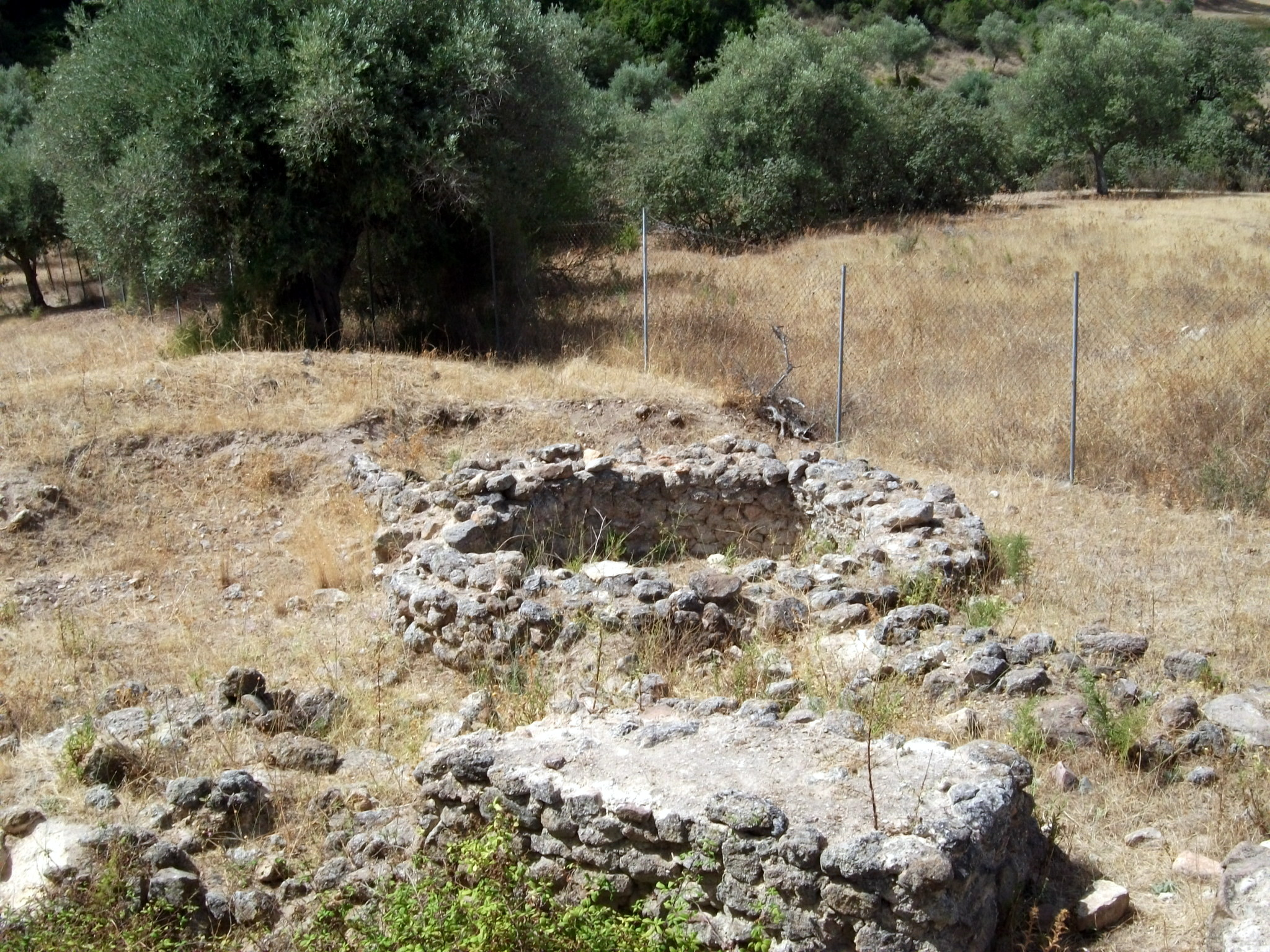
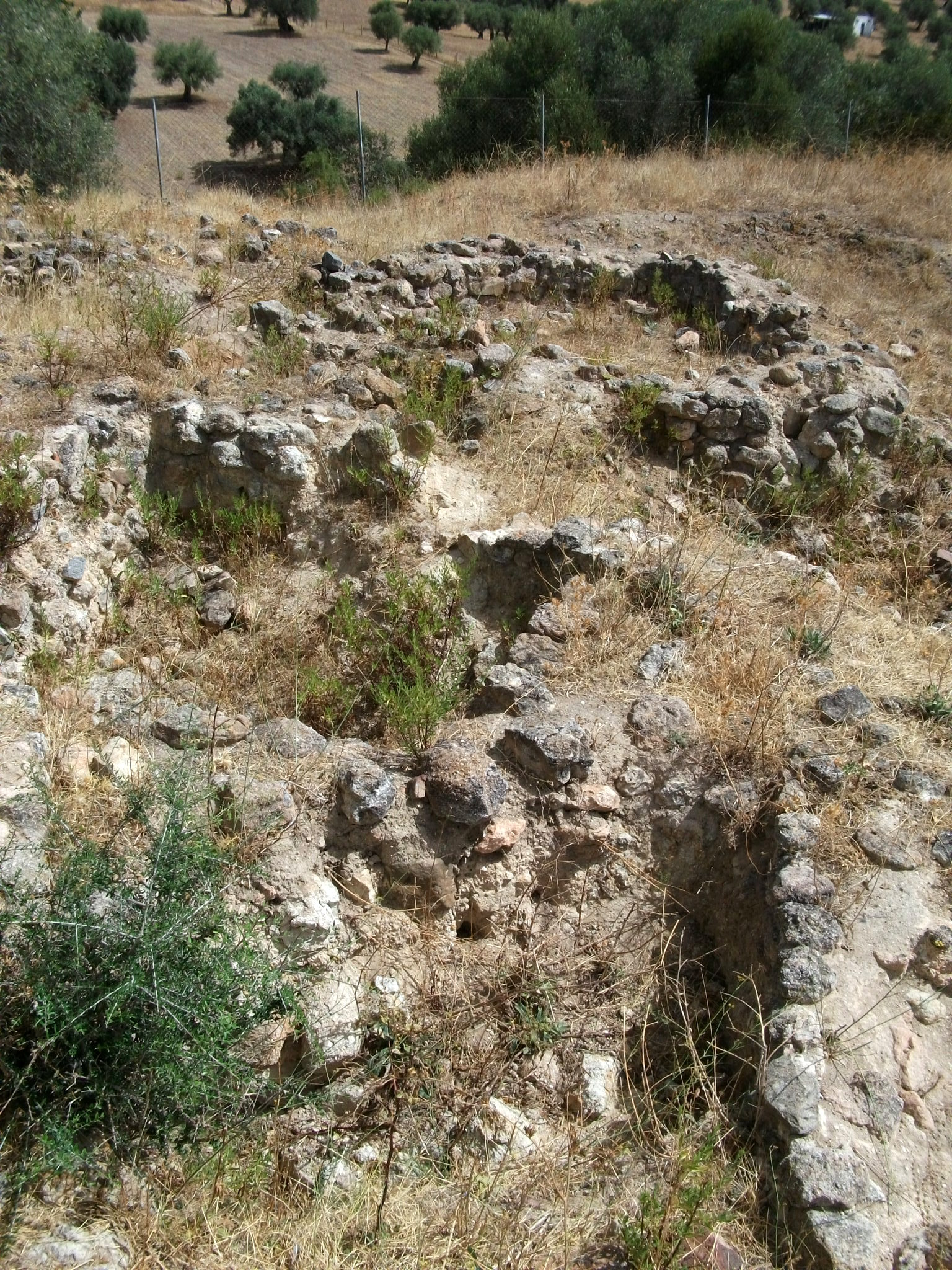
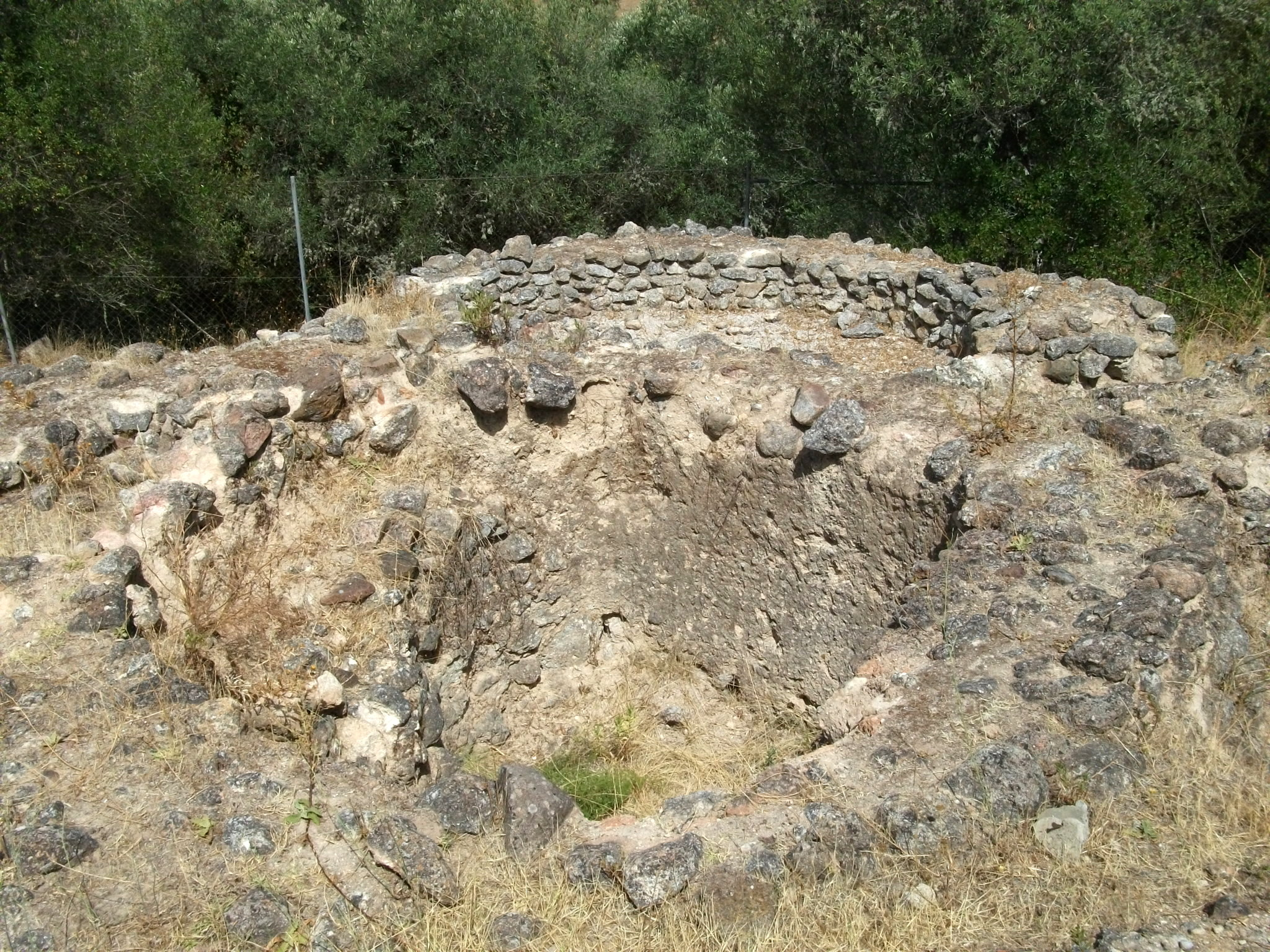

### Phase Ib
Über der Schicht Ia wird der zweite, etwa 1,2 bis 1,5 m starke Mauerring errichtet, dessen Höhe an einigen Stellen noch 1,9 m erreicht. Dieser mehr oder weniger ovale Mauerring wurde später im Nordwesten und Südosten mit relativ großen halbrunden Bastionen versehen. Außerdem erhielten sich aus dieser Phase zahlreiche dünne Schichten, die als Fußböden zu erkennen waren. Das Ende von Phase Ib wird durch die Zerstörung großer Teile der 2. Befestigungslinie definiert. In der Stratigraphie erkannte man dicke Lehm-Pakete, was die Ausgräber dahingehend deuten, dass das aufgehende Mauerwerk aus Lehm bestand. Im Gegensatz zu Phase Ia überwiegen unter den Tierknochen die Haustiere (Schwein, Schaf, Ziege und Rind).

### Phase II
Auf den Lehmverstürzen von Phase Ib werden neue Mauern errichtet. Die dritte, die äußere Linie wird ein wenig nach Süden versetzt und mit kleineren Bastionen als in der vorangegangenen Phase ausgebaut. Insgesamt sind die Mauern dünner als in Phase I. Im Südwesten wurde ein Rundhaus entdeckt, das zwar außerhalb der 3. Verteidigungslinie lag mit ihr aber durch eine Mauer verbunden war. Es hat einen kleinen Eingang im Osten. Über seinen relativ dicken, turmähnlichen Fundamenten wölbte sich nach Meinung der Ausgräber eine Lehmkuppel, die offensichtlich durch einen Brand eingestürzt war und unter sich einen Siedlungshorizont begrub. So fand sich dort in situ das gesamte Inventar des Hauses, zwischen kompletten Keramikgefäßen und einem Kupfer-Flachbeil auch Scherben von Gusskegeln, an dehnen noch Kupfertropfen klebten. Vermutlich wurde in diesem Haus Kupfer verarbeitet, wodurch vielleicht der Brand hervorgerufen worden war. Die Tierknochenfunde aus Phase II zeigen ein Überwiegen der Haustiere, vor allem wurden Schweine gehalten.

### Phase III
Phase III wird von Phase II durch dicke Versturzschichten getrennt, ist aber, da sie nahe an der Oberfläche liegt, schlecht erhalten. Aus dieser Zeit stammt der zentrale Turm mit einem Durchmesser von 12 m. Phase III stammt, wie einige Glockenbecherscherben belegen, aus der jüngeren Kupferzeit. Unter den Tierknochen nehmen Wildtiere, vor allem Hirsche, wieder zu.